# Хустська школа № 1 імені Августина Волошина
Хустська спеціалізована школа № 1 імені Авґустина Волошина — комунальний середній спеціалізований загальноосвітній навчальний заклад I-III-го ступеня з поглибленим вивченням іноземних мов (англійської та французької) у місті Хуст Закарпатської області. Знаходиться на вулиці Карпатської України, 16.

## Історія школи
Школу засновано рішенням Міністерства шкільництва і народної освіти Чехословаччини 12 жовтня 1921 року за № 85547.
З 1921 по 1944 роки школа була реальною гімназією з українською мовою навчання. Навчальні корпуси гімназії знаходилися у різних частинах міста.
У 1932 — 1934 роках було збудовано приміщення сучасної Хустської спеціалізованої школи №1 імені Авґустина Волошина. Навчання у новому корпусі розпочалося 17 листопада 1934 року. 
15 березня 1939 року, в спортивному залі школи (реальної гімназії) відбулась сесія Сойму Карпатської України. На сесії Сойм затвердив проголошення державного суверенітету Карпатської України, доконане 14 березня 1939 прем'єром о. А.Волошином, ухвалив конституційний закон, обрав президента держави (о. А.Волошина) та затвердив новий уряд (прем'єр Юліан Ревай). Головою СКУ обрано Августина Штефана, заступниками — Федора Ревая та Степана Росоху.
Протягом трьох годин відбулося шість окремих засідань. Таємним голосуванням Сойм обрав президента новоствореної української держави отця Авґустина Волошина та прийняв два закони, які мали статус конституційних і визначали форму нового державного утворення.
Під час радянської окупації, у 1945 році, на базі реальної гімназії була створена середня школа.
У 1972 році в школі введено поглиблене вивчення французької мови.
З 1972 по 1992 роки у школі викладали ряд предметів французькою мовою.
У 1992 році школа стала загальноосвітньою І-ІІІ ступенів з поглибленим вивчення французької мови.
Розпорядженням Кабінету Міністрів України № 520 від 20 серпня 2003 року школі присвоєно ім'я президента Карпатської України Авґустина Волошина.
З 2007 року школа носить теперішню назву — спеціалізована школа І-ІІІ ступенів № 1 імені Авґустина Волошина. 
20 вересня 2007 року був відкритий Музей історії школи. 
У школі в 2009 році, на державному рівні, відзначалося 70-річчя Карпатської України. В урочистостях, які проходили в школі, взяв участь Президент України Віктор Ющенко.

## Відомі випускники школи
- Дмитро Вакаров
- Олександр Сливка
- Іван Чендей
- Юрій Шкробинець
- Михайло Троян
- Василь Худанич
- Теодор Ромжа
- Іван Семедій
- Іван Маргітич